# Norsia vincta
Norsia vincta là một loài bướm đêm trong họ Geometridae.